# Rumex paucifolius
Rumex paucifolius är en slideväxtart som beskrevs av Thomas Nuttall. Rumex paucifolius ingår i släktet skräppor, och familjen slideväxter. Utöver nominatformen finns också underarten R. p. paucifolius.